# 地壘

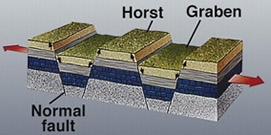
地壘的橫切面圖

地壘（英語：horst）是一種地形，指中間地塊相對於兩側隆起的地形。如天山山脈。其形成的原因，是中間地塊與兩層地塊之間有正斷層，受到地殼運動的影響，地塊張裂，使兩側地塊下陷、中間地塊相對抬升，因而形成地壘。

## 外部連結
- 地塹
- 断块山（英语：fault-block mountain）
- 地形